# Ferrovia Sangi
La Ferrovia Sangi (三岐鉄道?, Sangi Tetsudō) è una compagnia ferroviaria giapponese privata che gestisce due linee ferroviarie nella prefettura di Mie. L'azienda gestisce anche una rete di autobus e svolge attività nel settore del turismo, della distribuzione e dei servizi.

## Storia
La società fu fondata nel 1928 e nel 1931 mise in funzione la sua prima linea ferroviaria, la linea Sangi, con uno scartamento di 1067 mm, per il traffico merci destinato al trasporto di cemento. Questa si è sviluppata in un'importante linea di pendolari per Yokkaichi. Il servizio passeggeri iniziò nel 1952 e nel 1954 la linea ferroviaria fu elettrificata con corrente continua a 1500 V DC e la società acquistò una locomotiva elettrica da JNR per trainare i suoi treni del cemento.
La compagnia rilevò nel 2003 la linea Hokusei quando questa venne separata dalla Kintetsu.

## Linee ferroviarie
La compagnia gestisce 2 linee ferroviarie.
- Linea Sangi (三岐線?): Kintetsu-Tomida - Nishi-Fujiwara (26,5 km, 15 stazioni)
- Linea Hokusei (北勢線?): Nishi-Kuwana - Ageki (20,4 km, 13 stazioni)

## Materiale rotabile
A causa delle differenze negli standard dei veicoli, non esiste intercambiabilità dei veicoli tra la linea Sangi e la linea Hokusei. Le uniche caratteristiche comuni sono il codice e la verniciatura della carrozzeria.
A partire da marzo 2024, 5 formazioni della Serie 211-5000 precedentemente di proprietà di JR Central (JR Tokai) sono state trasferite alla Ferrovia Sangi. È stato annunciato che queste formazioni (5 per il momento SS2, SS3, SS7, SS8, SS11) saranno gestite dalla compagnia per sostituire probabilmente la serie 801 (ex Seibu 701) che risale al 1963. Sembra che sia prevista la sostituzione di gran parte della flotta, ciò semplificherebbe la formazione dei dipendenti e limiterebbe le scorte per la manutenzione.

### Linea Sangi
Elettrotreno
- Serie 801 - Ex serie Seibu 701, acquisita nel 1989
- Serie 101 - Ex serie Seibu 401, acquisita nel 1990
- Serie 851 - Ex serie Seibu 701, acquisita nel 1995
- Serie 751 - Ex serie Seibu 101, acquisita nel 2009. EMU a 3 carrozze[4]

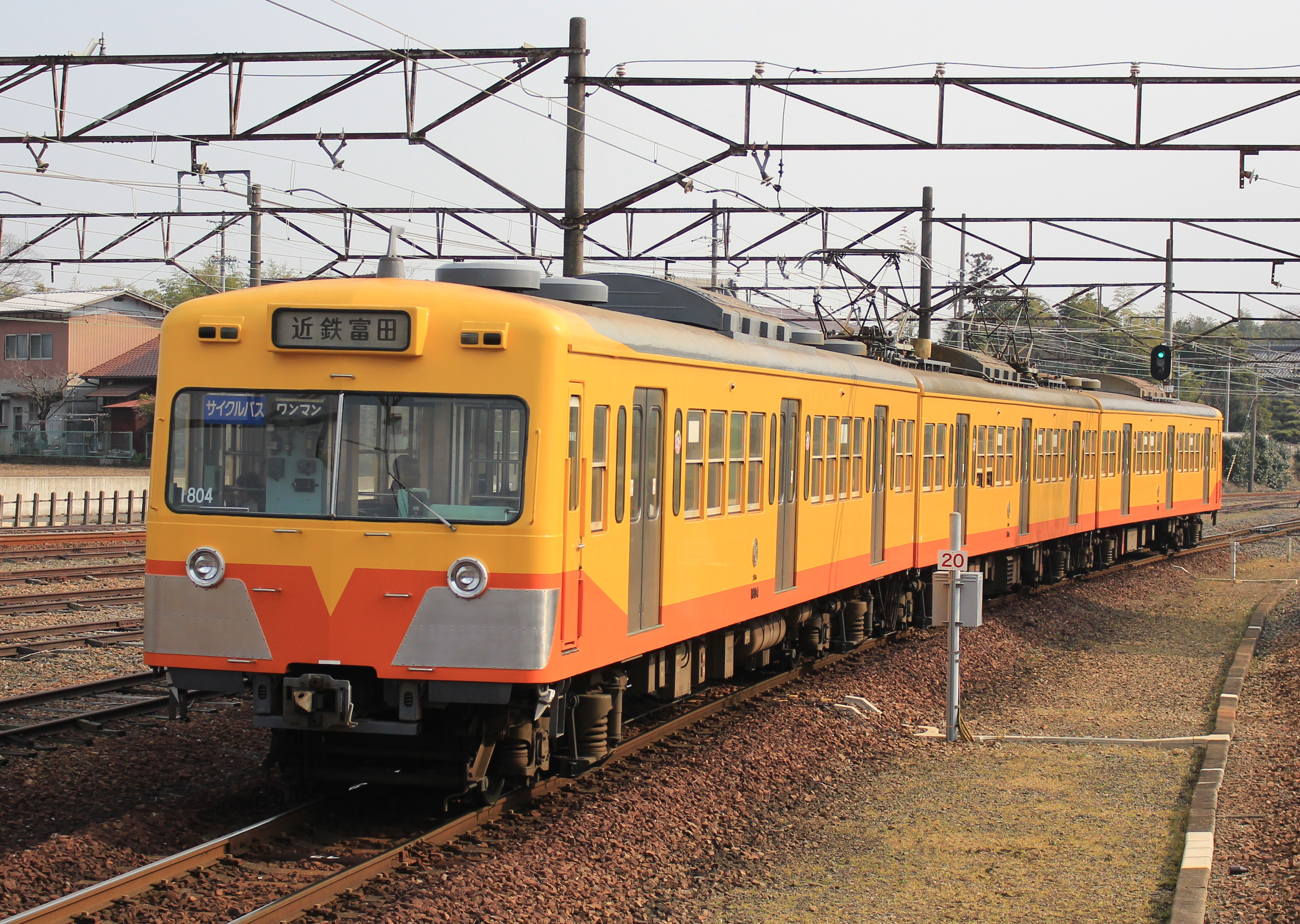
Serie 801
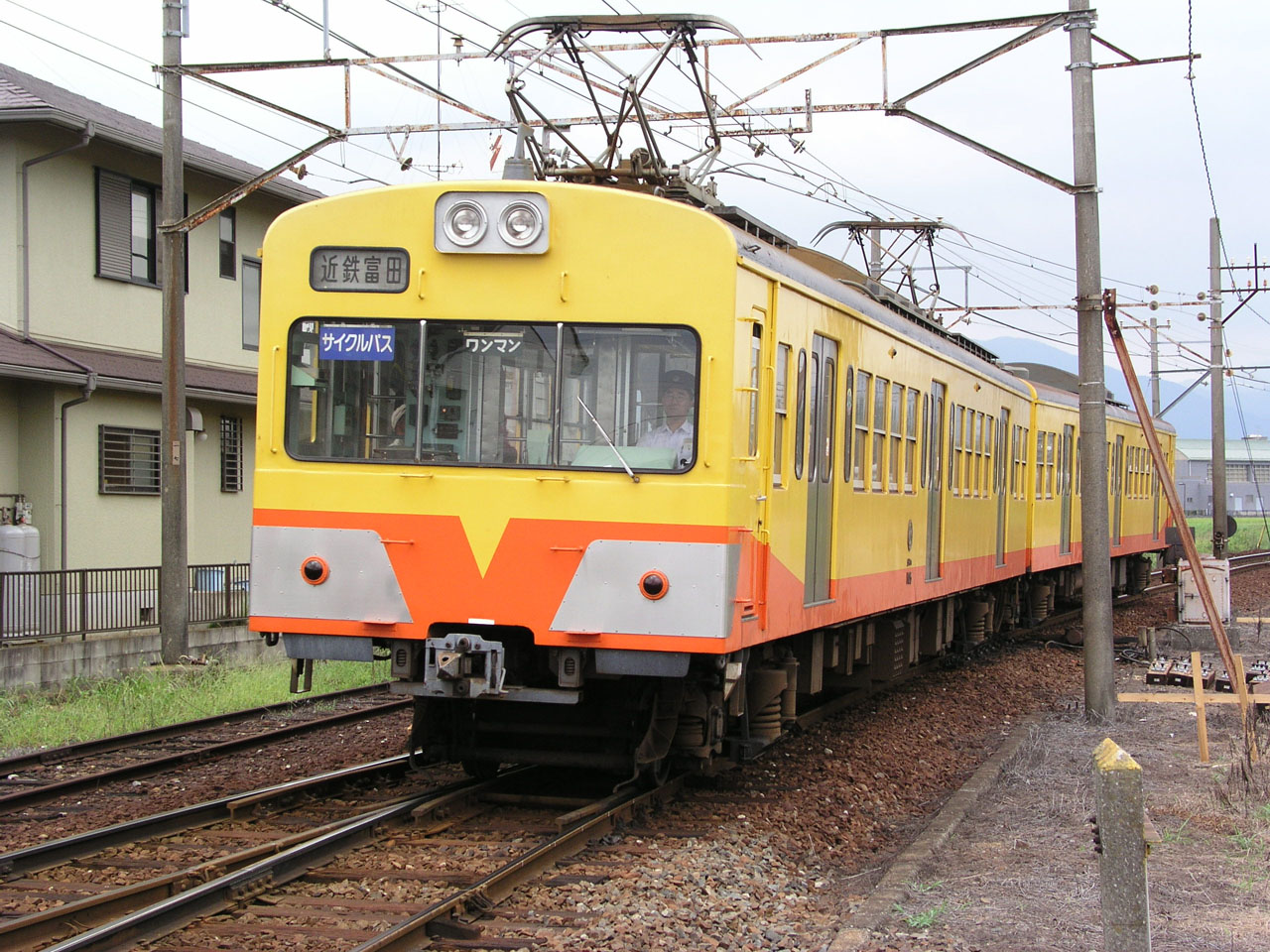
Serie 101
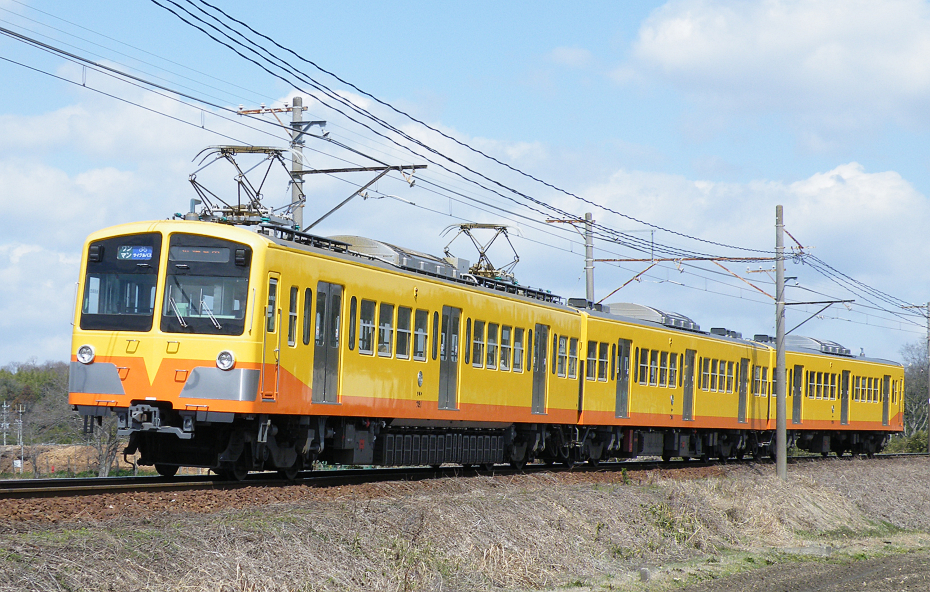
Serie 751

Locomotive elettriche
- Classe ED45: dal 1954, comprende anche locomotive precedentemente utilizzate dalla Tōbu
- Classe ED301: ex classe ED5201 della Nankai, acquisita nel 1984
- Classe DeKi 200: ex classe DeKi200 della Chichibu, acquisita nel 2000 e dismessa nel 2011[5]

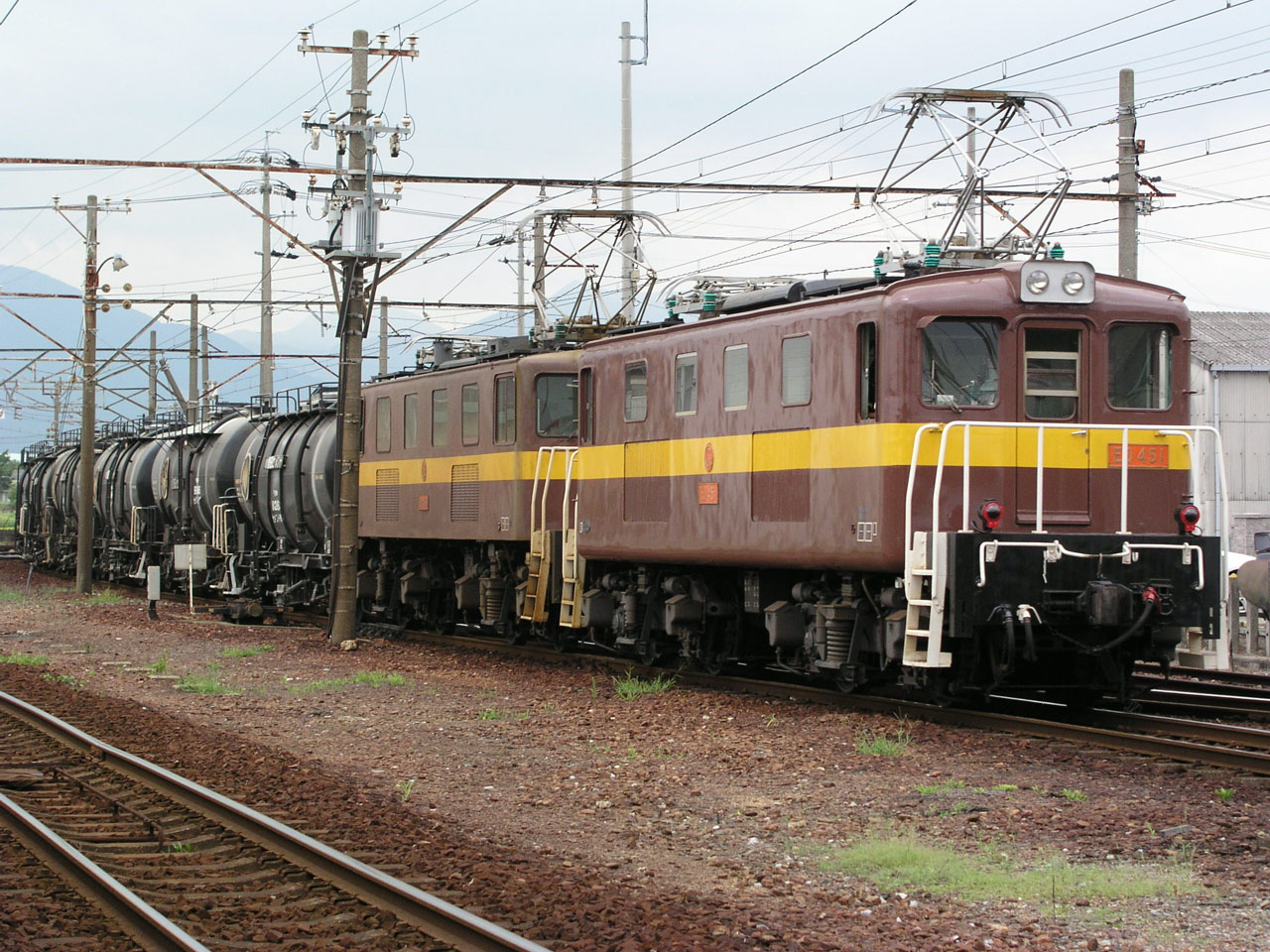
ED45 classe ED45 1
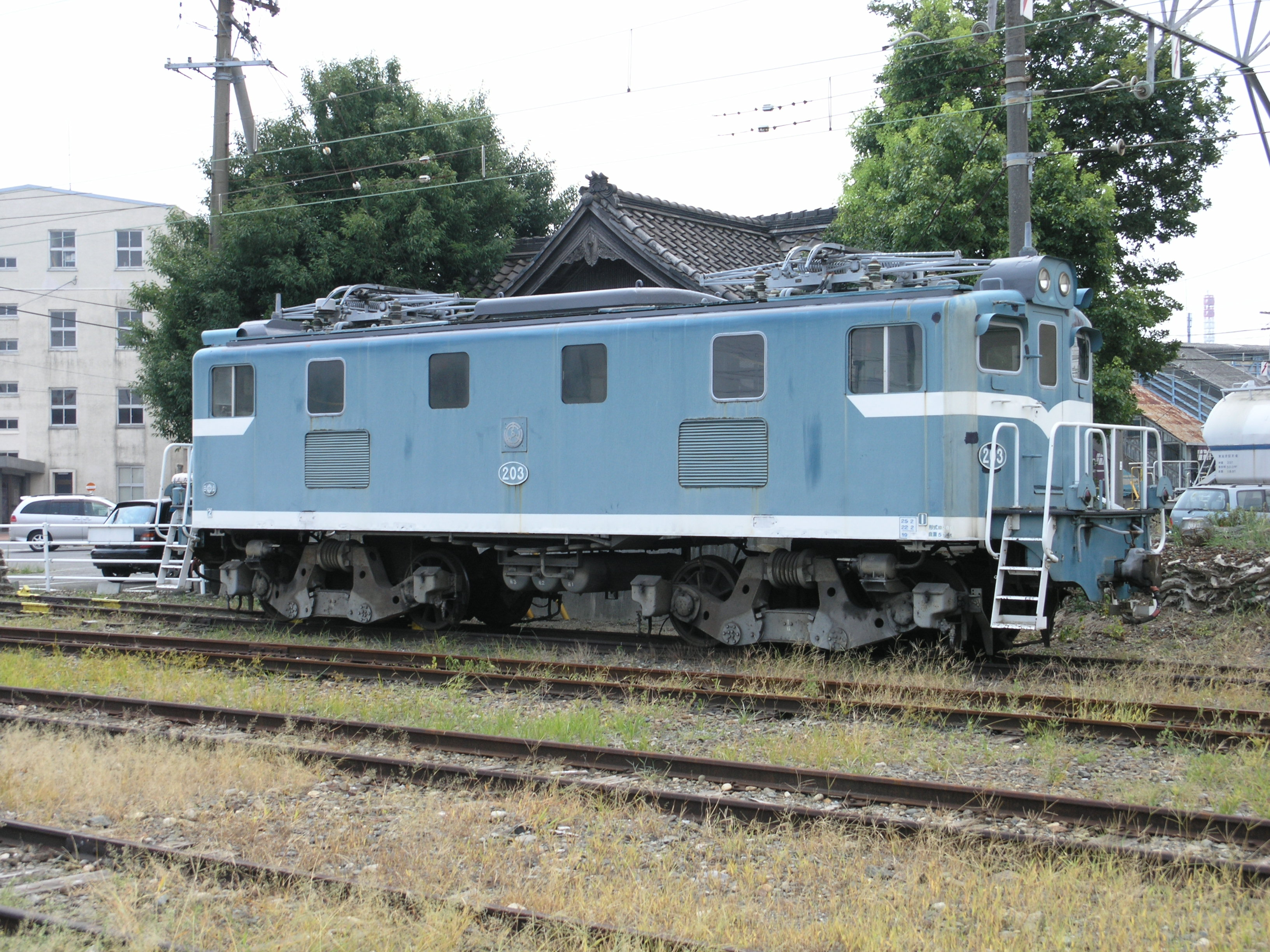
DeKi 203

### Linea Hokusei
Elettrotreno
- Serie 130 – costruita nel 1954
- Serie 200 – costruita nel 1959
- Serie 140 – costruita nel 1960
- Serie 270 – costruita nel 1977

Veicoli storici
- Locomotiva a vapore n. 102

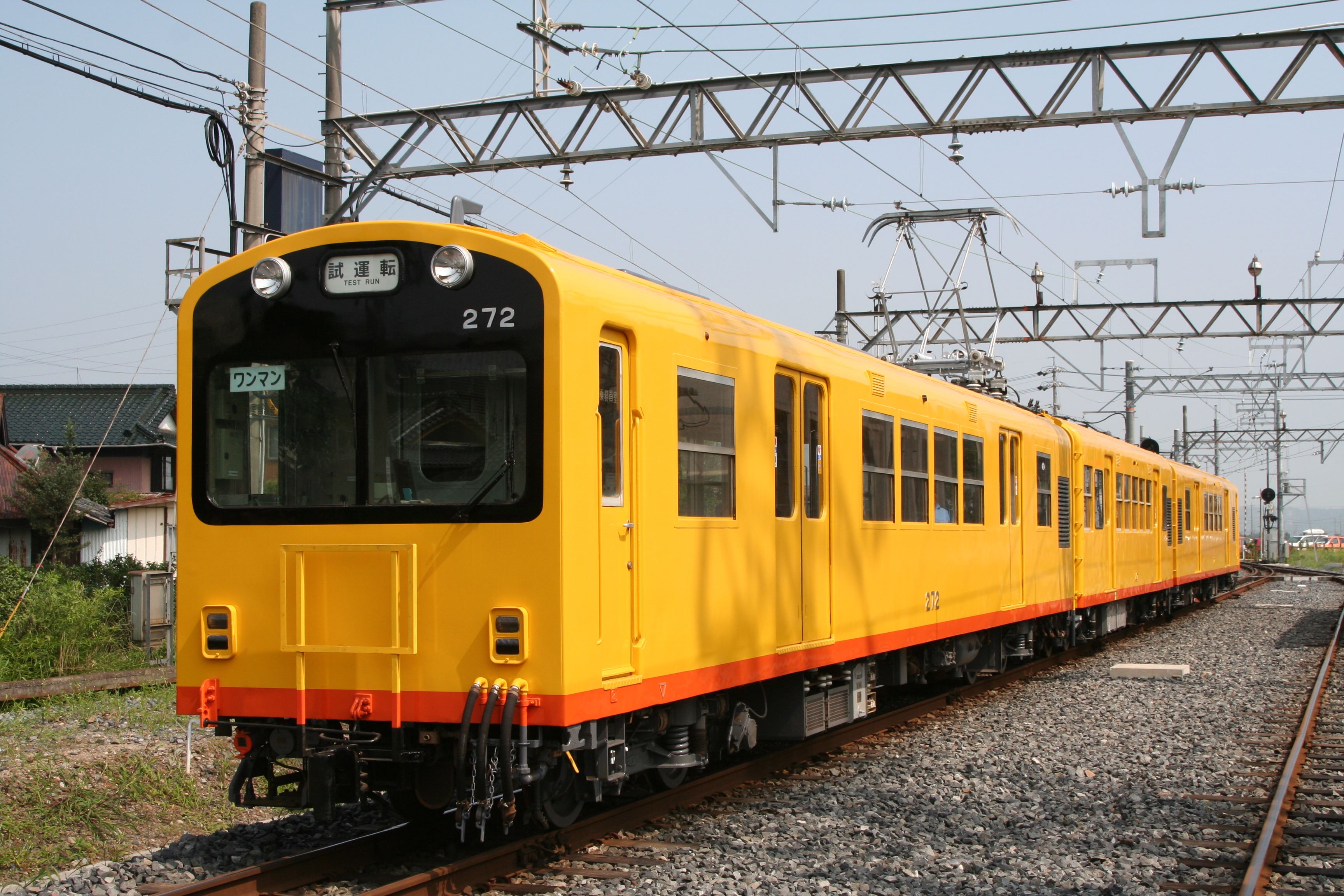
Serie 270
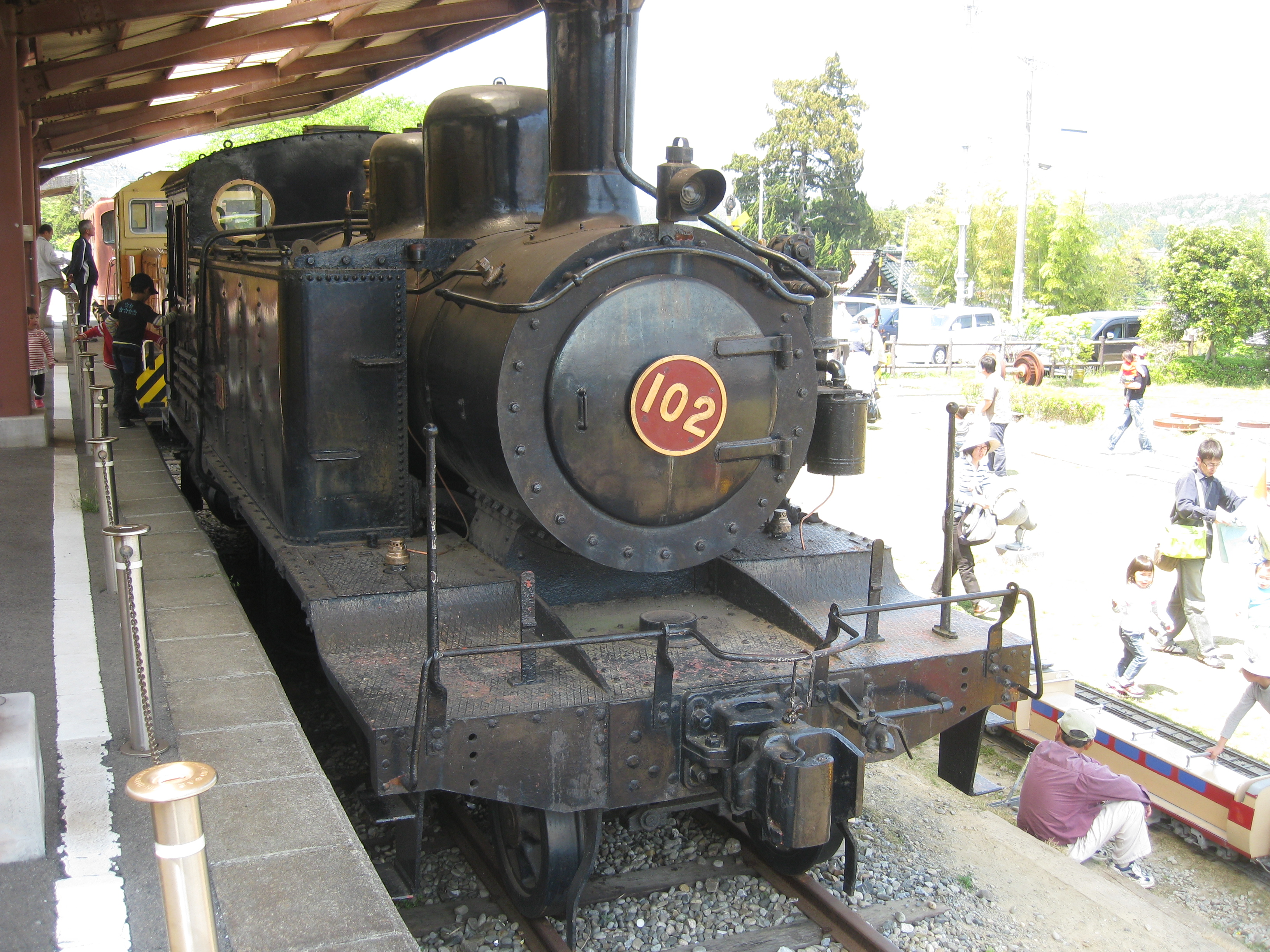
Locomotiva Nr. 102